# Ersange
Ne doit pas être confondu avec Erzange.
Ersange (luxembourgeois : Ierseng, allemand : Ersingen) est une section de la commune luxembourgeoise de Bous-Waldbredimus située dans le canton de Remich.